# Stadio Giovanni Bruccoleri
Lo stadio comunale Giovanni Bruccoleri è un impianto sportivo polifunzionale di Favara (AG), localizzato nella periferia settentrionale del comune, utilizzato dalla società calcistica CastrumFavara.
Prende il nome da Giovanni Bruccoleri, sportivo ed insegnante di Educazione Fisica, allenatore di calcio che ha militato anche nell'Akragas della serie C1, scomparso prematuramente. Bruccoleri persona conosciuta e amata soprattutto dai giovani si è speso per la diffusione del calcio e della trasmissione di sani valori. 
Negli anni 80/90, periodo del dilagare delle droghe pesanti, ha fondato una scuola calcio totalmente gratuita, aperta a tutti i giovani, distraendoli dai pericoli provenienti dalla strada, mirando alla formazione dell'uomo e del cittadino prima ancora che dell'atleta calciatore. 
Dopo la scomparsa avvenuta nel settembre del 1991, vi è stata la proposta, del consigliere comunale Angelo Caramanno, accolta dalla giunta del sindaco Airò, di intitolare lo stadio comunale al compianto Giovanni Bruccoleri.

## Caratteristiche tecniche
Lo stadio Bruccoleri dispone di 3.500 posti così suddivisi:
| Settore                       | Capienza                          |
| ----------------------------- | --------------------------------- |
| Tribuna Coperta               | 800 + 2 postazioni tribuna stampa |
| Gradinata (settore ospiti)    | 1.500                             |
| Curva Nord (tifo organizzato) | 1.200                             |
| Totale                        | 3.500                             |

Le dimensioni di gioco sono di 110 x 60 m, e il terreno di gioco è in erba sintetica di 3ª generazione.
Lo stadio Bruccoleri dispone inoltre, ai lati della tribuna centrale, di un campo da pallacanestro (attualmente non praticabile) e di uno da tennis entrambi all'aperto e provvisti di una piccola gradinata.

## Cronologia lavori
Realizzato per sostituire il vecchio campo del Seminario Vescovile Giovanile, venne inaugurato nel 1971, e con il passare degli anni vennero costruiti Gradinata e Curva.
Fino alla fine degli anni '90 la gradinata disponeva di una copertura che venne rimossa per ottenere l'agibilità ad ospitare partite del Campionato Nazionale Dilettanti.
Nell'estate 2007 lo Stadio "Bruccoleri" è stato interessato da lavori, conclusi nel dicembre dello stesso anno, che oltre ad alcune piccole migliorie, lo hanno dotato di erba sintetica di 3ª generazione (tra i primi ad averlo su tutto il panorama nazionale).
Nei primi mesi del 2010 è stata sostituita la copertura della tribuna centrale.
Sono previsti ulteriori lavori per il potenziamento dell'impianto di illuminazione attualmente insufficiente e non a norma.
Nell'estate del 2020 sono stati effettuati interventi di tinteggiatura degli spogliatoi, della curva nord e della gradinata.
Sono previsti ulteriori lavori di riqualificazione da effettuare mediante un finanziamento di 700.000 euro ricevuto dal Ministero dello Sport grazie alla partecipazione al bando “Sport e Periferie 2020"
Nell'estate del 2024 la tribuna coperta è stata dotata di seggiolini.

## Beneficiari
Beneficiaria dello stadio è la squadra di calcio della città: l'ASD CastrumFavara che milita nel Girone I del Campionato di Serie D.

## Galleria d'immagini

Gradinata e Curva Nord dopo i lavori di tinteggiatura dell'estate 2020
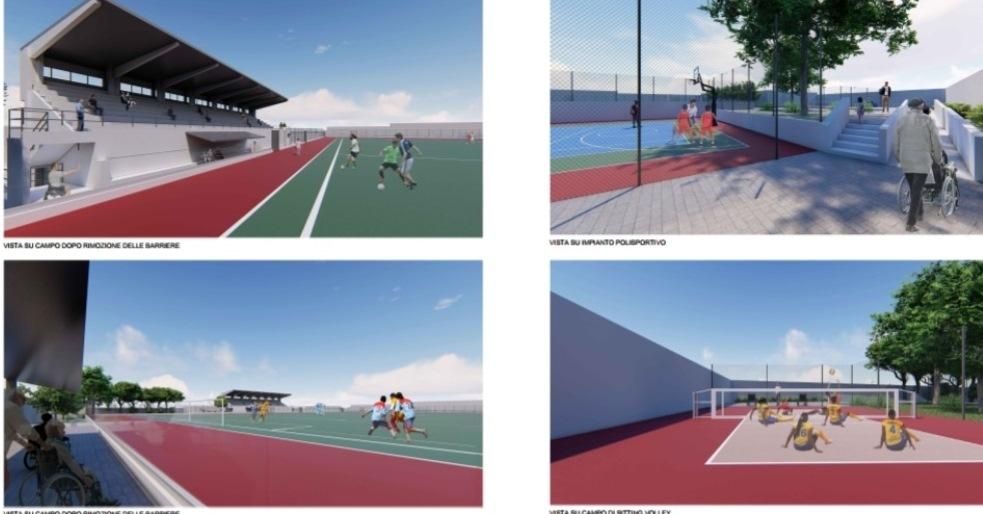
Rendering bando "Sport e Periferie 2020"